# Múa bài bông
Múa bài bông là một điệu múa cổ Việt Nam. Điệu múa này ra đời từ thời nhà Trần. Trần Quang Khải đã dựng nên điệu múa này để ca múa trong ngày lễ thái bình diên yến của vua Trần Nhân Tông. Tuy nhiên, ý kiến khác lại cho rằng Múa bài bông do Chiêu Vương Trần Nhật Duật dựng nên. Trong cuộc kháng chiến chống quân Nguyên-Mông xâm lược lần thứ hai, quân Trần đã bắt được Lý Nguyên Cát trong đám quân của Toa Đô và bà đã ở lại dạy hát tuồng. Vở Vương mẫu hiến đào được con em vương hầu tranh nhau học.
Múa bài bông chịu ảnh hưởng của nhạc tuồng, mang ý nghĩa chúc thọ với động tác thể hiển các cảnh: hiến đào, dâng rượu.
Điệu múa bài bông hội ngộ giữa tinh thần Việt Nam gắn liền với văn hóa Phật giáo, hòa nhập với sự phát triển của thiền phái Trúc Lâm